# Деманн, Фредди
Фредерик «Фредди» Деманн (англ. Freddy DeMann) — американский кинопродюсер и музыкальный менеджер, а также соучредитель Maverick Records .
Во время своей музыкальной карьеры он был менеджером Майкла Джексона, Мадонны и Шакиры. За время пребывания под руководством Деманна Майклом Джексоном были выпущены альбомы Off the Wall и Thriller. Деманн был менеджером Мадонны с 1983 по 1997 год. Бывший менеджер Лайонела Ричи, Билли Айдола и многих других. После продажи своей доли Maverick в 1999 году он стал менеджером Шакиры.
В качестве продюсера он приобрёл права на книгу «Жизнь и смерть Питера Селлерса» и превратил её в фильм для HBO, получивший впоследствии восемь премий «Эмми» и две премии «Золотой глобус».
Спродюсированные им бродвейские постановки включают «Доказательство», «Topdog / Underdog», «Take Me Out», «Дорогой Эван Хэнсен» (каждая из пьес получила премию Тони, Пулитцеровскую премию или обе сразу) и «Пробуждение весны».